# لورانس غولدمان
لورانس غولدمان (بالإنجليزية: Lawrence Goldman) هو مؤرخ بريطاني، ولد في 17 يونيو 1957.